# Izra (distrikt)
Izra (arabiska: منطقة إزرع, Mintaqat Izra) är ett distrikt i Syrien.   Det ligger i provinsen Dara, i den sydvästra delen av landet, 70 kilometer söder om huvudstaden Damaskus.